# Sicyodes intuens
Sicyodes intuens là một loài bướm đêm trong họ Geometridae.